# Sun Devil Soccer Stadium
El Sun Devil Soccer Stadium es un estadio de fútbol situado en el campus de la Universidad Estatal de Arizona, en Tempe, al suroeste de los Estados Unidos. Es el campo del equipo de fútbol femenino de las Arizona State Sun Devils. El estadio abrió sus puertas en 2000 y cuenta con gradas y asientos individuales con una capacidad para 1051 aficionados. El 11 de diciembre de 2012, Phoenix FC y el equipo Arizona State Sun Devils anunciaron un acuerdo sobre el estadio para la temporada 2013. Como parte del acuerdo, el número de plazas se amplió en más de 2500 adicionales, alcanzado la capacidad total de 3400 espectadores.